# Verfassungstag (Weimarer Republik)

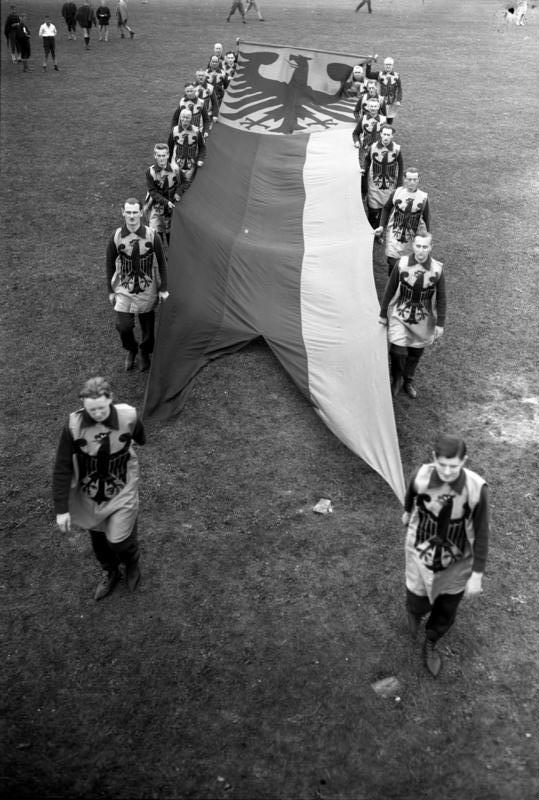
Verfassungsfeier im Berliner Stadion am 11. August 1929, mit dem Reichsbanner der Republik

Der Verfassungstag am 11. August war von 1921 bis 1932 Nationalfeiertag der Weimarer Republik.
Die ursprüngliche Absicht der Nationalversammlung von 1919, den 1. Mai zum Nationalfeiertag zu erklären, war nicht weiter verfolgt worden. Erst zwei Jahre später wurde der 11. August als Tag der Unterzeichnung der Verfassung des Deutschen Reiches auf Initiative von SPD, DDP und Zentrum zum Nationalfeiertag, an dem die Verfassung der Republik gewürdigt werden sollte.

## Feiertagsstatus und Charakter

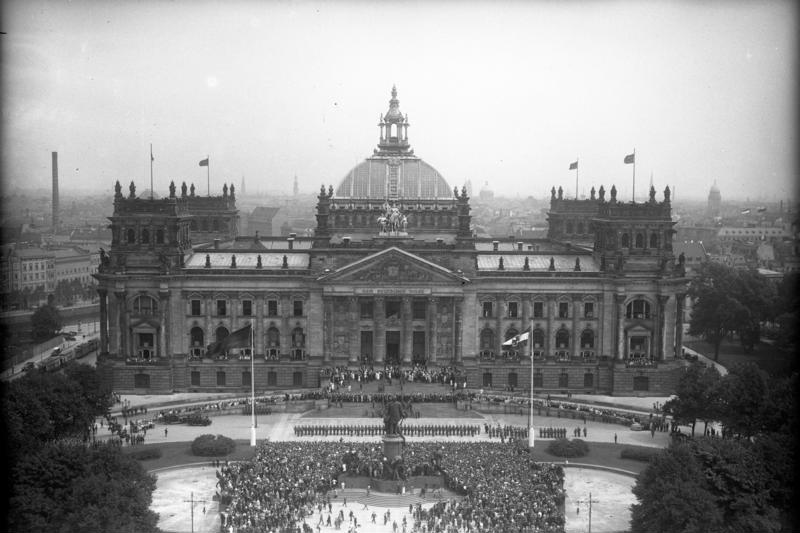
Menschenmenge vor dem Reichstag bei der letzten Verfassungsfeier, 11. August 1932

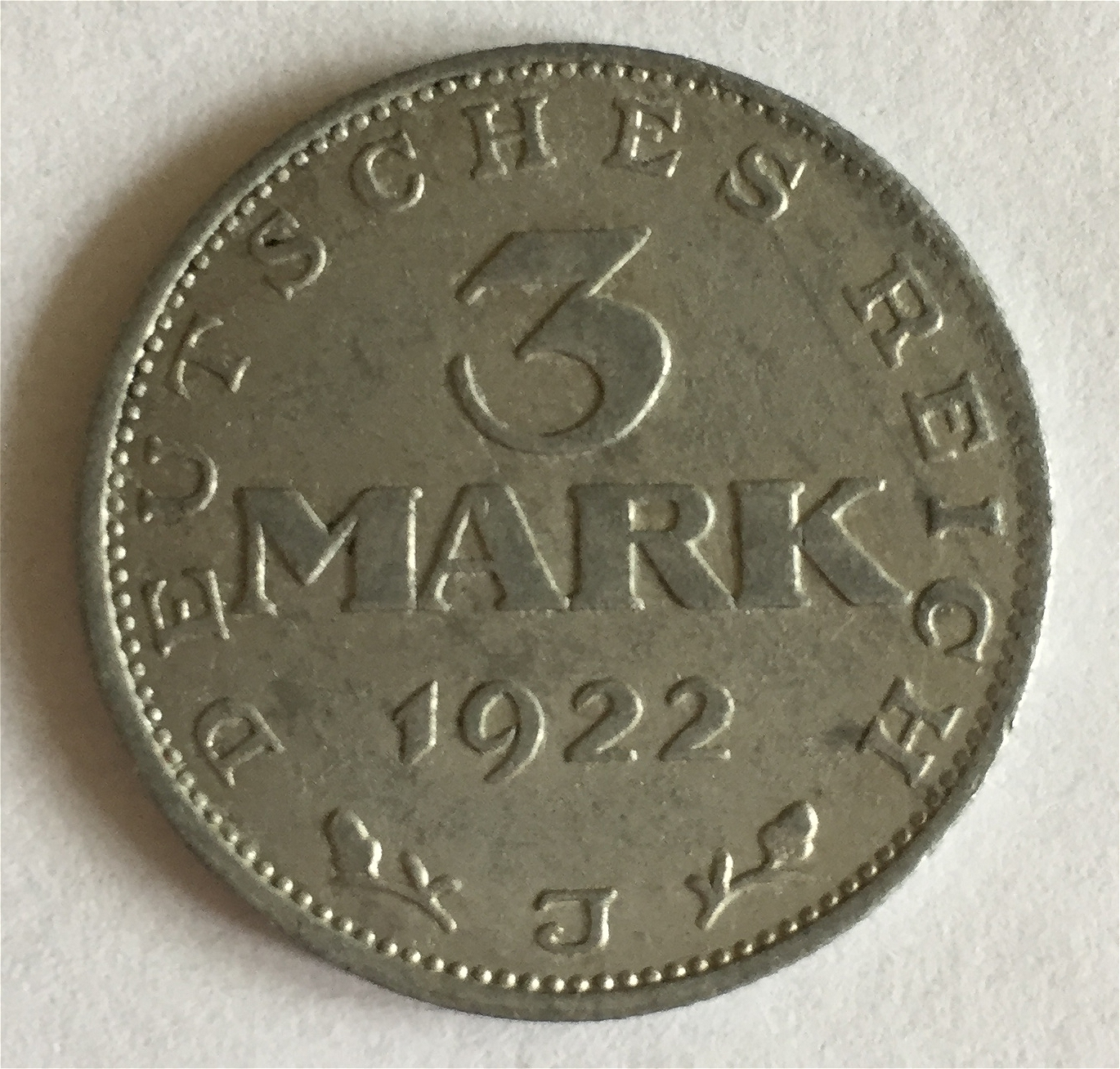
3-RM-Münze zum 11. August 1922

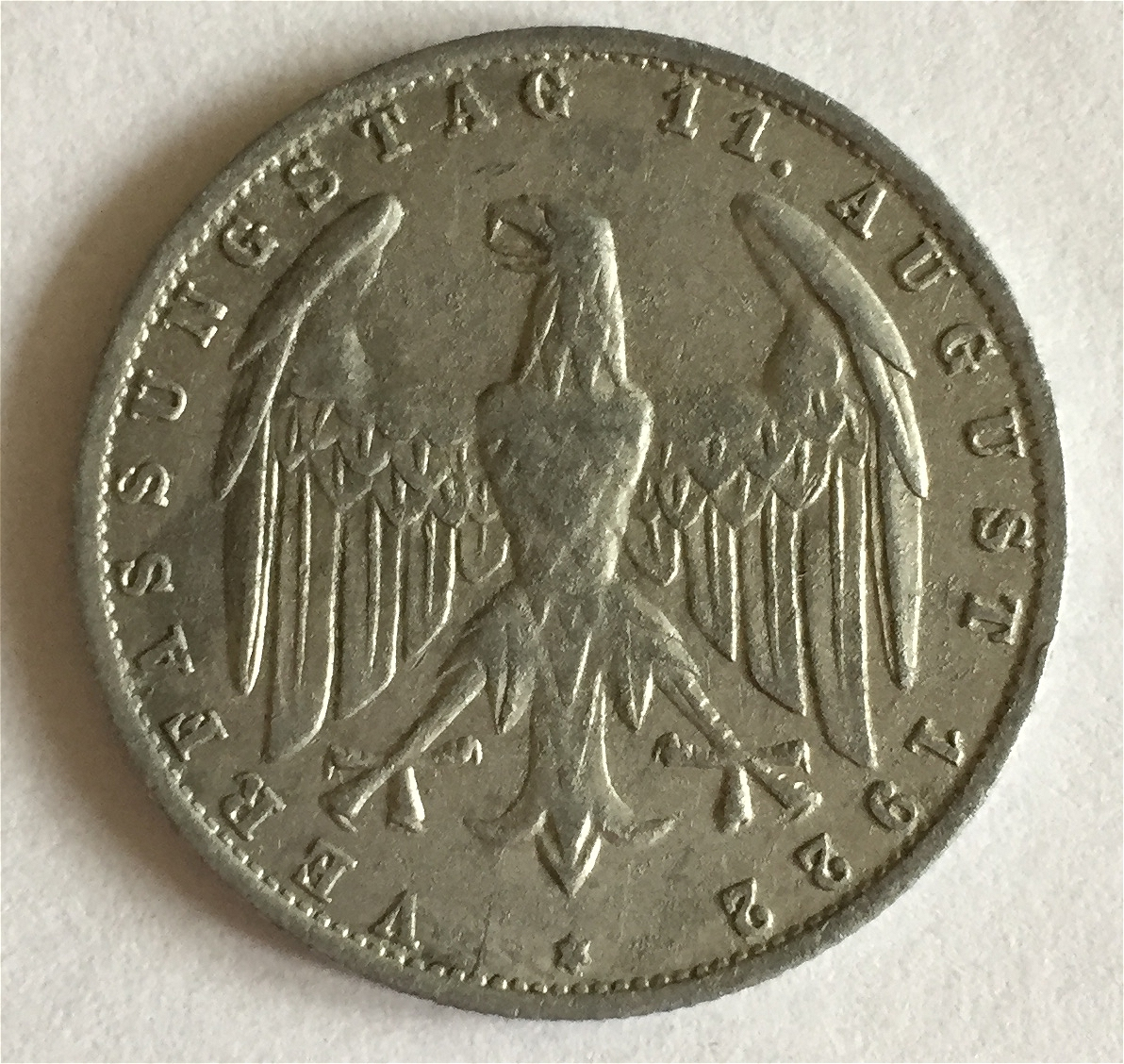
3-RM-Münze zum 11. August 1922

Ein Kuriosum stellt die Tatsache dar, dass der Verfassungstag zwar Nationalfeiertag, jedoch kein reichsweiter gesetzlicher Feiertag war, obgleich in den Folgejahren wiederholt vergebliche Anstrengungen unternommen wurden, ihm durch ein Reichsgesetz diesen Status zu geben. Es blieb den einzelnen Ländern des Reiches überlassen, ob sie den Verfassungstag zu einem gesetzlichen Feiertag erhoben, so dass die Regelungen uneinheitlich blieben. In der Republik Baden und im Volksstaat Hessen kam der Feiertagsstatus zustande, im Freistaat Bayern nicht.
Die offiziellen Feiern zum Verfassungstag waren anfangs betont nüchtern, unauffällig und zurückhaltend, was gemeinsam mit den uneinheitlichen Feiertagsregelungen dazu beitrug, dass der Nationalfeiertag niemals populär wurde und auch nicht zum Symbol demokratischen Selbstverständnisses werden konnte. Die späteren aufwendigeren Feiern konnten diesen Anfangsmangel nicht mehr wettmachen; Bemühungen, dem eher kühl und akademisch mit distanziert-offiziellen Veranstaltungen begangenen Verfassungstag Volkstümlichkeit zu geben, blieben erfolglos.
Die künstlerische Gestaltung der Verfassungstage lag von 1921 bis 1933 in den Händen des Reichskunstwartes Edwin Redslob, der in dieser Funktion zugleich für alle Fragen staatlicher Symbolik zuständig war. Er strebte eine Inszenierung an, bei der durch eine gemeinsame Feier „eine Verbindung der Regierung und ihrer Gäste mit der Gesamtheit des Volkes geschaffen“ wurde, eine „Feier von werbender Kraft“, eine „Form gemeinsamen Bekenntnisses zum Aufbau des neuen Staates“. Dazu wurden z. B. während der offiziellen Feier im Reichstag die Türen geöffnet und es fand gleichzeitig ein Volksfest mit Militärmusik auf dem Platz vor dem Reichstag statt, der durch zwei riesige Masten mit schwarz-rot-goldenen Fahnen geschmückt war, bei der der Reichspräsident eine Ehrenkompanie abschritt. Redslob empfand diese Feiern als erfolgreich.

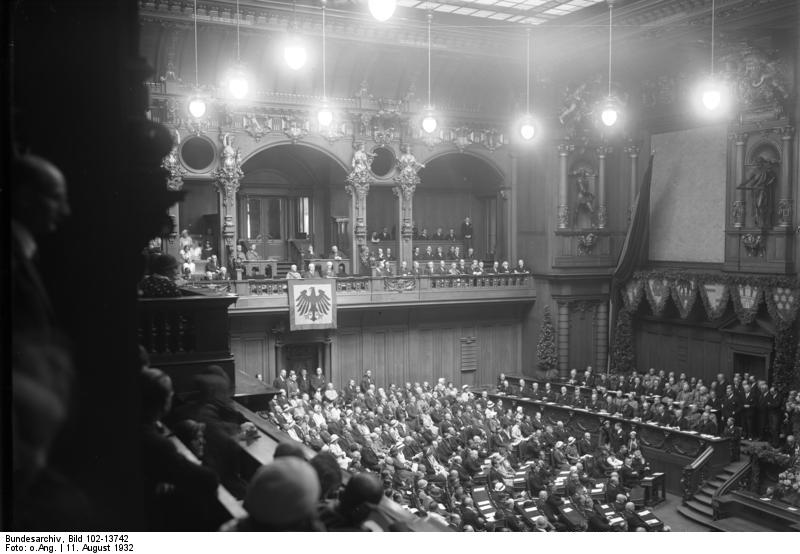
Feier im Reichstag 1932
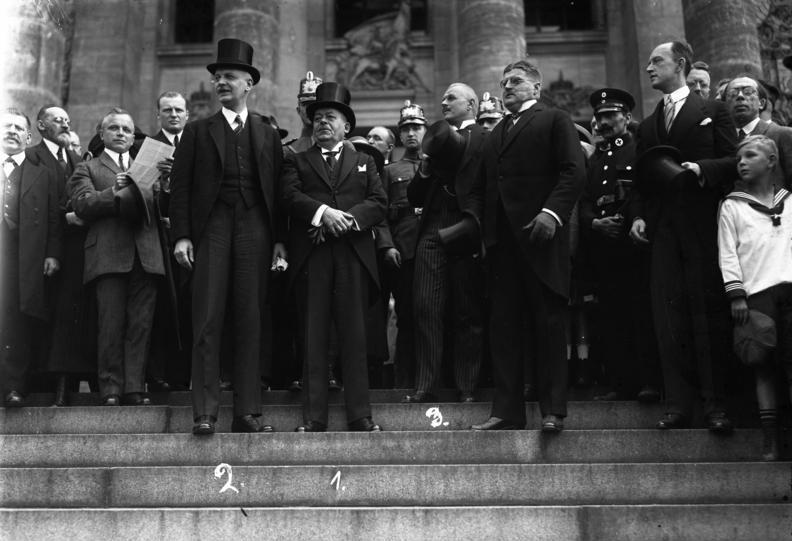
Reichspräsident Friedrich Ebert und Reichskanzler Cuno 1923 bei der Feier vor dem Reichstag
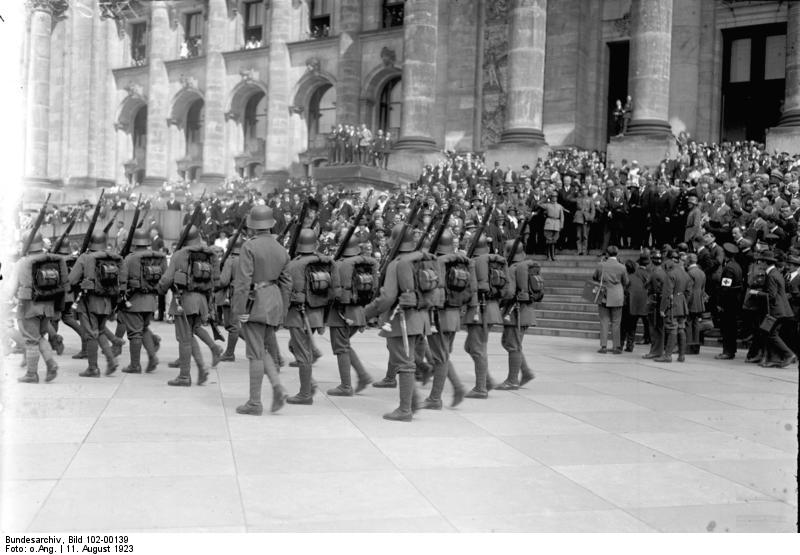
Feier 1923 vor dem Reichstag mit Reichspräsident Ebert
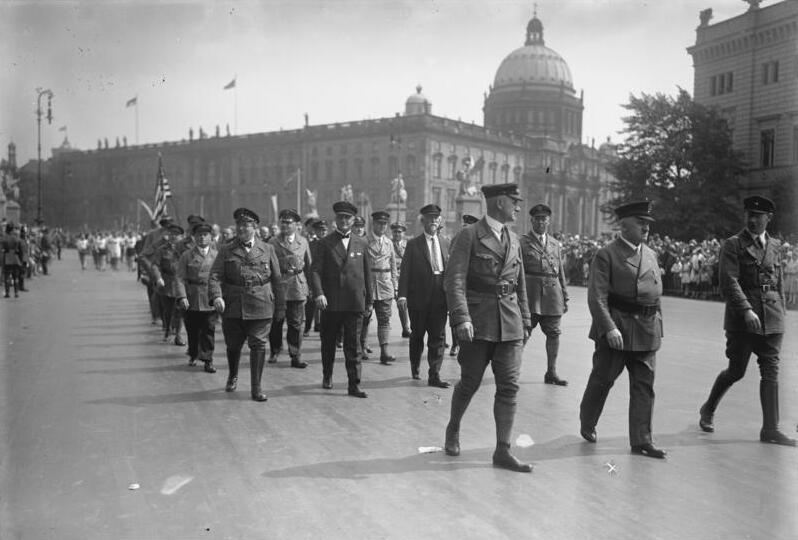
Der ehemalige Reichsministerpräsident Scheidemann 1929 bei der Feier des Reichsbanners vor dem Berliner Stadtschloss
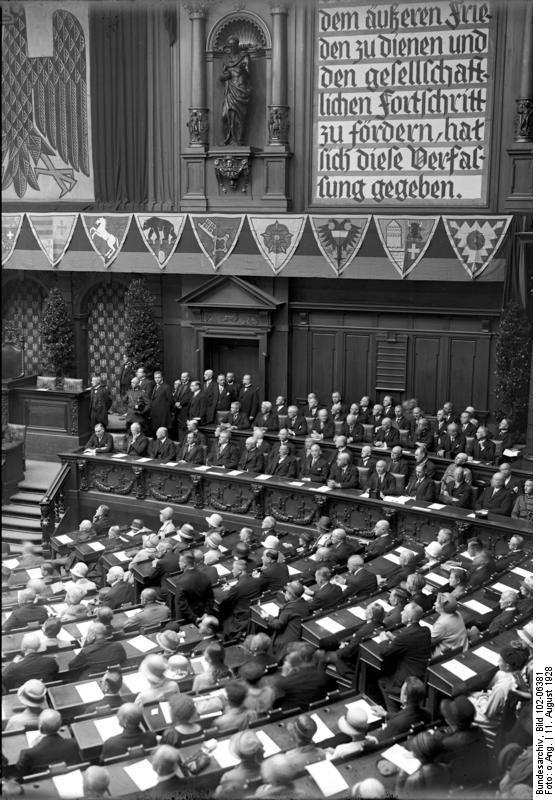
Feier im Reichstag 1928

## Der Verfassungstag und das Reichsbanner Schwarz-Rot-Gold
Eine bedeutende Rolle bei der Ausgestaltung der Feiern zum 11. August nahm das 1924 in Magdeburg gegründete Reichsbanner Schwarz-Rot-Gold an, welches den Festtag fest in seinen eigenen Feiertagskalender integriert hatte.
Diese Republikschutzorganisation, welche von den drei Parteien der Weimarer Koalition SPD, Zentrum und DDP getragen wurde, gestaltete den 11. August überall, wo sie über Ortsgruppen verfügte, aktiv mit und gab dem Tag mit Paraden, Aufmärschen mit schwarz-rot-goldenen Fahnen und einem kulturellen Rahmenprogramm teils in Kooperation mit den örtlichen Behörden, teils gegen diese, ein würdiges Gepräge.